# Esterwegen (koncentrationsläger)

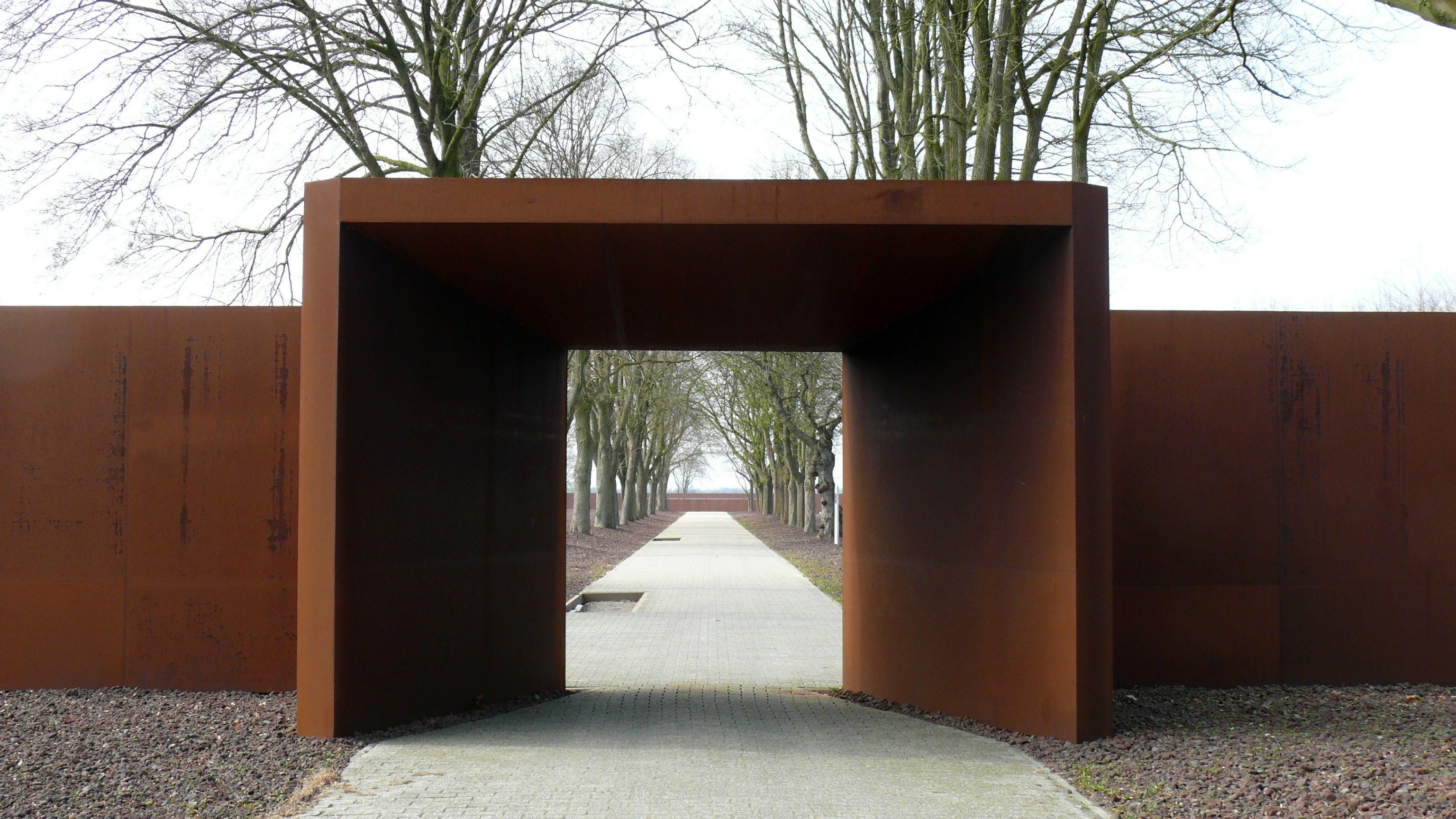
Fotografi från Gedenkstätte Esterwegen.

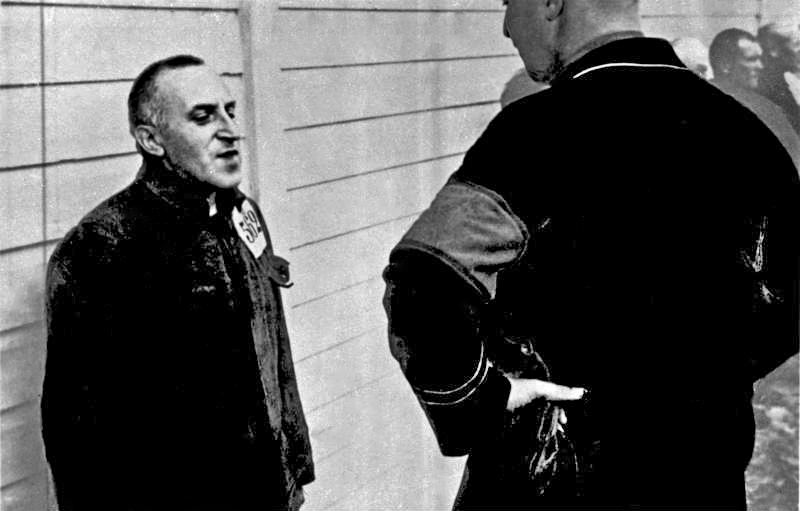
Carl von Ossietzky i Esterwegen år 1934.

Esterwegen var ett nazityskt koncentrationsläger, beläget i närheten av Esterwegen. Esterwegen, som var i bruk mellan 1933 och 1936, var ett Schutzhaft-läger, där personer, främst den nazistiska regimens politiska motståndare, internerades helt utan rättslig prövning. En av vakterna i lägret var Gustav Sorge.

## Kommendanter
- Heinrich Remmert: 1933–1934
- Hans Loritz: 1934–1936
- Karl Koch: 1936

## Kända fångar
- Alfred Benjamin (1911–1942), tysk antifascist
- Georg Diederichs (1900–1983), tysk SPD-politiker
- Karl Germer (1885–1962), ledande medlem inom Ordo Templi Orientis
- Julius Leber (1891–1945), tysk SPD-politiker
- Carl von Ossietzky (1889–1938), tysk journalist och mottagare av Nobels fredspris 1935